# Francesc Homs i Ferret
|  | No s'ha de confondre amb Francesc Homs i Molist. |

Francesc Homs i Ferret (Barcelona, 1951) és un economista i polític català. Fou conseller del govern de la Generalitat de Catalunya. Actualment és membre del consell d'Administració de Criteria Caixa

## Biografia
Nascut a Barcelona l'any 1951. Fill d'Eladi Homs Zimmer i de Maria Ferret i Espanyol, i net del pedagog Eladi Homs i Oller. Passà part de la infància i la joventut a Mallorca. Va ser a l'escoltisme en la seva joventut.

## Trajectòria professional i política
Inicià la seva vida professional com a professor d'Economia Industrial en la Facultat de Ciències Econòmiques de la Universitat Autònoma de Barcelona. Membre del comitè executiu de CDC, fou elegit diputat per la província de Barcelona per CiU a les eleccions generals espanyoles de 1989, 1993, i 1996. Portaveu Econòmic (1986-1999) i President de la Comissió d'Indústria i Energia. Fou membre de la Comissió Mixta de valoracions administració central de l'Estat- Generalitat de Catalunya de 1983 a 2003.
Va ser elegit regidor de l'Ajuntament de Barcelona en les eleccions municipals de l'any 1995 en la llista de CiU, on restà fins a l'any 1999. Fou president del consell municipal del Districte de Gràcia (1995-1999).
L'any 2001 al 2003 va substituir Artur Mas i Gavarró com a Conseller d'Economia i Finances. Fou diputat a les eleccions al Parlament de Catalunya de 2003, legislatura del 2003 al 2004.

## Trajectòria a l'empresa privada
El 2005 abandonà la política i marxà al sector privat. En l'àmbit professional i privat, ha estat President Executiu d'Areas. És president executiu de RJCE Consultores, President d'Abertis Logística i Conseller i Assessor de diverses empreses. Exerceix també com a professor d'Economia Espanyola a la Universitat Internacional de Catalunya, on també és el president del Consell Assessor Universitari.
És membre de l'Associació Consell de Cent, que agrupa antics regidors de l'Ajuntament de Barcelona.